# Копыльники
Копыльники — деревня в Велижском районе Смоленской области России. Входит в состав Погорельского сельского поселения. Население — 27 жителей (2007).
Расположена в северо-западной части области в 14 км к востоку от Велижа, в 12 км восточнее автодороги Р133 Смоленск — Невель. В 75 км южнее деревни расположена железнодорожная станция Голынки на линии Смоленск — Витебск.

## История
В годы Великой Отечественной войны деревня была оккупирована гитлеровскими войсками в июле 1941 года, освобождена в сентябре 1943 года.